# Klon-Selektionstheorie
Die Klon-Selektionstheorie (engl. clonal selection theory) beschreibt in der Immunologie das Phänomen, dass alle Zellen, die spezielle Antikörper produzieren können (B-Lymphozyt), wie auch ihre korrespondierenden Zellen (T-Lymphozyt), Klone einer gemeinsamen Mutterzelle sind.
Durch einen Kontakt mit einem bestimmten Antigen wird aus der angeborenen Vielzahl dieser immunologischen Mutterzellen (Vorläuferzellen) erst derjenige Klon zur Vermehrung angeregt, der das Epitop des Antigens durch einen passenden Rezeptor binden kann. Dieses selektive Signal zur sogenannten B-Zell-Proliferation geschieht auf molekularer Ebene dadurch, dass ein T-Lymphozyt nach dem Schlüssel-Schloss-Prinzip an ein MHC-Protein (Klasse I oder Klasse II) eines Makrophagen oder B-Lymphozyten bindet, der das Antigen nach Aufnahme und Aufbereitung präsentiert. Nach dieser Bindung und der Ausschüttung von Interleukin-2 durch die T-Zelle beginnt die Antigenpräsentierende Zelle (B-Lymphozyt oder Makrophage) sich zunächst ungehemmt zu teilen. Die Nachkommenzellen dieser ursprünglich Antigen-bindenden Zelle stellen somit eine klonale Population dar. Während der Teilung differenzieren sie sich in Antikörper-produzierende Zellen (Plasmazellen) und Gedächtniszellen.
Theoretisch besitzt jeder Mensch etwa 1012 Varianten der zur Antigenerkennung fähigen Vorläuferzellen und kann damit theoretisch auch diese (und nur diese) Anzahl unterschiedlicher Antikörper bilden. Dieser angeborene Besatz bildet das sogenannte präimmune Antikörperrepertoire. Die unterschiedliche Ausprägung dieser Varianten bei verschiedenen Individuen erklärt auch, dass bei einer Epidemie immer ein statistischer Prozentsatz an Infizierten eine effiziente Immunität gegen den Erreger hat, da diese zufällig über die entsprechenden zellulären Klone verfügen.
Die Vielzahl unterschiedlicher Mutterzellen übersteigt bei weitem die Anzahl sämtlicher vorhandener Gene von ca. 20.000 bis 24.000 im menschlichen Genom. Die Variationen der Antikörper-Spezifität geschieht durch sogenannte somatische Mutation bzw. intramolekulare Rekombination, dabei werden verschiedene Gene für die Proteinketten der Antikörper neu kombiniert und für den variablen Teil existiert ein sog. gestückeltes Gen, wobei einige hundert Genfragmente an verschiedenen Orten im Genom variabel aneinandergekettet, kombiniert und mit verschiedenen Leserastern abgelesen werden (Frameshift).
Die Klon-Selektionstheorie wurde 1957 von Frank Macfarlane Burnet durch Verschmelzung der Seitenkettentheorie von Paul Ehrlich und der Jerne-Theorie entwickelt. Sie wird oft umgangssprachlich unkorrekt als „Klonale Selektion“ bezeichnet.